# セドロウーリー (ワシントン州)
セドロウーリー（Sedro-Woolley）は、アメリカ合衆国ワシントン州スカジット郡の都市である。人口は1万2421人（2020年）。

## 地理・気候
北緯48度30分18秒、西経122度14分6秒 (48.504917, -122.234938)に位置している。
アメリカ合衆国統計局によると、総面積8.8 km2 (3.4 mi2) である。このうち8.8 km2 (3.4 mi2) が陸地であり、0.29%が水地である。
首都D.C.ワシントンからは西北西に3731㎞、ワシントン州都のオリンピアからは北北東に170km、郡庁所在地のマウントバーノンからは北東に11.7kmの距離にある。また、州の中心地であるシアトルとカナダの大都市バンクーバーからそれぞれ約100kmの位置関係にあり、ほぼ中間に位置している。
- 河川: スカジット川（英語版）
- その他:
  - 渓谷: スカジット・バレー（英語版）
  - セドロウーリーはカスケード山脈への玄関口として知られ、ノース・カスケード国立公園の近傍の都市である。

## 人口
2000年の国勢調査では、人口8,658人、3,205世帯、2,176家族が暮らしている。人口密度は983.2/km2 (2,547.7/mi2) である。378.6/km2 (981.1/mi2) の平均的な密度に3,334軒の住宅が建っている。この都市の人種的な構成は白人91.97%、アフリカン・アメリカン0.25%、ネイティブ・アメリカン1.59%、アジア0.81%、太平洋諸島系0.13%、その他の人種3.25%、混血2.00%である。この人口の7.23%はヒスパニックまたはラテン系である。
全世帯のうち、18歳未満の子供と同居している世帯が37.5%、夫婦のみの世帯が49.8%、未婚女性の世帯が13.5%であり、32.1%は家族を持たない。個人名義の世帯主が25.9%、そのうち65歳以上が12.6%である。世帯ごとの平均人数は2.62人、家族ごとの平均人数は3.14人である。
18歳未満の未成年が28.8%、18歳以上24歳以下が9.2%、25歳以上44歳以下が29.3%、45歳以上64歳以下が18.4%、65歳以上が14.3%、平均年齢は33歳である。女性100人に対して男性は90.3人である。18歳以上の女性100人に対して男性は84.8人である。
この都市の世帯ごとの平均的な収入は37,914 USドルであり、家族ごとの平均的な収入は40,918 USドルである。男性は35,215 USドルに対して女性は26,062 USドルの平均的な収入がある。この都市の一人当たりの収入 (per capita income) は16,517 USドルである。人口の10.7%及び家族の11.3%の収入は貧困線以下である。全人口のうち18歳未満の12.9%及び65歳以上の16.1%は貧困線以下の生活を送っている。

## 歴史
セドロとウーリーという2つの町が合併したことで、1898年に成立した。2つの町はライバル関係にあったが、経済的な困難に陥ったことから互いの利益のために合併の道を選んだ。
セドロは、スペイン語でヒマラヤスギ（シダー）を表すCedra〔ママ〕を町の名前にしようとしたが、いつの間にか訛ってSedroになってしまったことでこの名前になった。ウーリーは、ウーリーの町の創設者であるフィリップ・A・ウーリーに由来する。

## 交通
- 州道
  - ワシントン州道  9号線（英語版）:    アボッツフォード - カナダ＝アメリカ合衆国国境 - … - アクメ（英語版） - セドロウーリー - クリアレイク（英語版） - … - アーリントン　- … - ウッディンビル
  - ワシントン州道 20号線（英語版）:  ディスカバリー・ベイ（英語版） - アドミラルティ海峡（英語版）・ワシントン州フェリー（英語版） - … - バーリントン（英語版） - セドロウーリー - カスケード山脈・ワシントン峠（英語版） - … - ニューポート（英語版）

## 名所・旧跡・観光スポット・祭事・催事
- Loggerodeo - ワシントン州西部ではよく知られるセドロウーリーの恒例行事である。100年以上に渡って続けられており[7]土着のものとしては州内でも最古の夏祭りの一つである。フィナーレとなる7月4日に向けてロデオ大会、チェーンソーアート・コンテスト、木こりショー、パレード、カーニバルなどが催される。

## 有名人
- ジャスティン・アッチレー（en:Justin Atchley） - 元MLB野球選手
- キャム・クリーランド（en:Cam Cleeland） - 元NFLアメリカンフットボール選手